# Flotte combinée

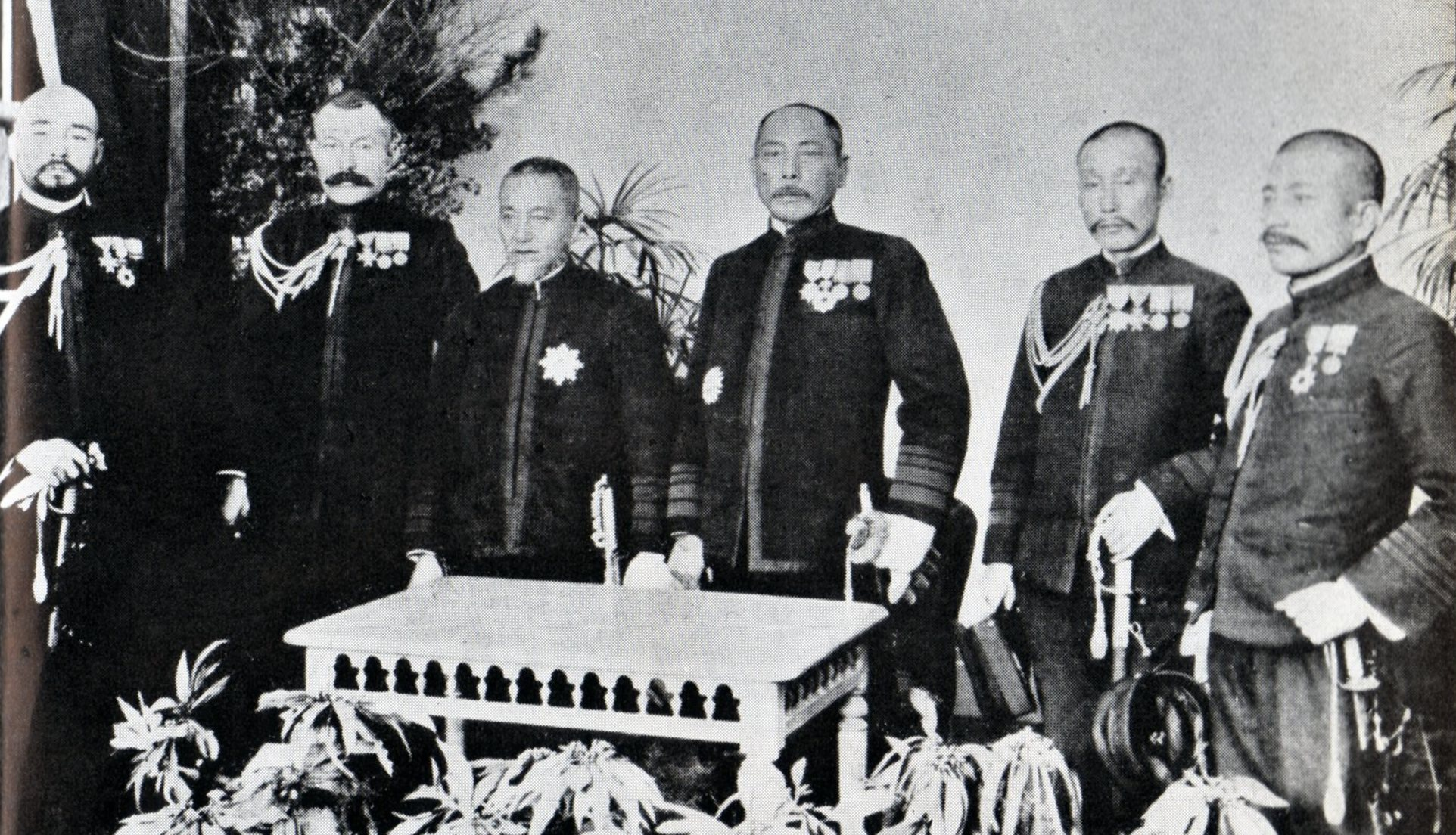
Officiers de la Flotte combinée pendant la guerre russo-japonaise.

La Flotte combinée (聯合艦隊, Rengō Kantai) était la principale composante maritime de la Marine impériale japonaise.

## Historique
La Flotte combinée est officiellement créée le 18 juillet 1894 à l’occasion de la guerre sino-japonaise de 1894-1895. Elle est constituée des
navires de guerre récents, les plus obsolètes étant rattachés à la flotte de réserve. 
La Flotte combinée n'était pas à l'origine une force permanente, mais une force temporairement formée pour la durée d'un conflit ou de grandes manœuvres navales et provenant de diverses unités normalement sous des commandements distincts.
La Flotte combinée se développe considérablement au cours des années 1920 et 1930, devenant une entité à part entière en 1933, distincte de l’état-major général et du ministère de la Marine. Son commandant en chef, secondé par un vice-chef, n’a de compte à rendre qu’à l’Empereur. En outre, elle ne comprend pas seulement les bâtiments de surface mais aussi le service aérien de la Marine, les forces amphibies, l’infanterie de marine et la flotte logistique. La Flotte combinée est dissoute le 10 octobre 1945.
Elle a participé à la guerre sino-japonaise, la guerre russo-japonaise, la Première Guerre mondiale et la Seconde Guerre mondiale.

## Commandement
Commandant en chef
|    | Rang        | Nom                     | Du                 | Au                |
| -- | ----------- | ----------------------- | ------------------ | ----------------- |
| 1  | Vice-amiral | Itō Sukeyuki            | 18 juillet 1894    | 11 mai 1895       |
| 2  | Vice-amiral | Arichi Shinanojo        | 11 mai 1895        | 16 novembre 1895  |
| 3  | Vice amiral | Tōgō Heihachirō         | 28 décembre 1903   | 20 décembre 1905  |
| 4  | Vice-amiral | Ijūin Gorō              | 8 octobre 1908     | 20 novembre 1908  |
| 5  | Vice-amiral | Motaro Yoshimatsu       | 1er novembre 1915  | 13 décembre 1915  |
| 6  | Vice-amiral | Motaro Yoshimatsu       | 1er septembre 1916 | 14 octobre 1916   |
| 7  | Amiral      | Motaro Yoshimatsu       | 1er octobre 1917   | 22 octobre 1917   |
| 8  | Amiral      | Yamashita Gentarō       | 1er septembre 1918 | 15 octobre 1918   |
| 9  | Amiral      | Yamashita Gentarō       | 1er juin 1919      | 28 octobre 1918   |
| 10 | Amiral      | Yamaya Tanin            | 1er mai 1920       | 24 août 1920      |
| 11 | Amiral      | Tochinai Sojiro         | 24 août 1920       | 31 octobre 1920   |
| 12 | Amiral      | Tochinai Sojiro         | 1er mai 1921       | 31 octobre 1921   |
| 13 | Vice-amiral | Isamu Takeshita         | 1er décembre 1922  | 27 janvier 1924   |
| 14 | Amiral      | Kantarō Suzuki          | 27 janvier 1924    | 1er décembre 1924 |
| 15 | Amiral      | Keisuke Okada           | 1er décembre 1924  | 10 décembre 1926  |
| 16 | Vice-amiral | Hiroharu Kato           | 10 décembre 1926   | 10 décembre 1928  |
| 17 | Amiral      | Naomi Taniguchi         | 10 décembre 1928   | 11 novembre 1929  |
| 18 | Vice-amiral | Eisuke Yamamoto         | 11 novembre 1929   | 1er décembre 1931 |
| 19 | Vice-amiral | Seizo Kobayashi         | 1er décembre 1931  | 15 novembre 1933  |
| 20 | Vice-amiral | Nobumasa Suetsugu       | 15 novembre 1933   | 15 novembre 1934  |
| 21 | Vice-amiral | Sankichi Takahashi (en) | 15 novembre 1934   | 1er décembre 1936 |
| 22 | Vice-amiral | Mitsumasa Yonai         | 1er décembre 1936  | 2 février 1937    |
| 23 | Amiral      | Osami Nagano            | 2 février 1937     | 1er décembre 1937 |
| 24 | Vice-amiral | Zengo Yoshida           | 1er décembre 1937  | 30 août 1939      |
| 25 | Amiral      | Isoroku Yamamoto        | 30 août 1939       | 18 avril 1943     |
| 26 | Amiral      | Mineichi Koga           | 21 mai 1943        | 31 mars 1944      |
| 27 | Amiral      | Soemu Toyoda            | 3 mai 1944         | 29 mai 1945       |
| 28 | Vice-amiral | Jisaburō Ozawa          | 29 mai 1945        | 10 octobre 1945   |

Chef d'état-major
|    | Rang          | Nom                 | Du                | Au                       |
| -- | ------------- | ------------------- | ----------------- | ------------------------ |
| 1  | Capitaine     | Samejima Kazunori   | 19 juillet 1894   | 17 décembre 1894         |
| 2  | Capitaine     | Dewa Shigetō        | 17 décembre 1894  | 25 juillet 1895          |
| 3  | Capitaine     | Kamimura Hikonojō   | 25 juillet 1895   | 16 novembre 1895         |
| 4  | Capitaine     | Shimamura Hayao     | 28 décembre 1903  | 12 janvier 1905          |
| 5  | Contre-amiral | Katō Tomosaburō     | 12 janvier 1905   | 20 décembre 1905         |
| 6  | Contre-amiral | Fujii Kōichi        | 20 décembre 1905  | 22 novembre 1906         |
| 7  | Capitaine     | Yamashita Gentarō   | 22 novembre 1906  | 10 décembre 1908         |
| 8  | Capitaine     | Takarabe Takeshi    | 10 décembre 1908  | 1er décembre 1909        |
| 9  | Contre-amiral | Nomaguchi Kaneo     | 1er décembre 1909 | 11 mars 1911             |
| 10 | Capitaine     | Akiyama Saneyuki    | 11 mars 1911      | 24 mai 1912              |
| 11 | Capitaine     | Isamu Takeshita     | 1er décembre 1912 | 24 mai 1913              |
| X  | X             | Vacant              | 23 mai 1913       | 1er décembre 1913        |
| 12 | Contre-amiral | Satō Tetsutarō      | 1er décembre 1913 | 17 avril 1914            |
| 13 | Capitaine     | Kazuyoshi Yamaji    | 17 avril 1914     | 1er décembre 1914        |
| 14 | Contre-amiral | Shibakichi Yamanaka | 1er décembre 1914 | 13 décembre 1915         |
| 15 | Contre-amiral | Saburo Horiuchi     | 13 décembre 1915  | 1er décembre 1917        |
| 16 | Contre-amiral | Hanroku Saito       | 1er décembre 1917 | 1er décembre 1918        |
| 17 | Contre-amiral | Kajishiro Funakoshi | 1er décembre 1918 | 1er décembre 1919        |
| 18 | Contre-amiral | Hansaku Yoshioka    | 1er décembre 1919 | 1er décembre 1921        |
| 19 | Contre-amiral | Kumazo Shirane      | 1er décembre 1921 | 1er décembre 1923        |
| 20 | Contre-amiral | Bekinari Kabayama   | 1er décembre 1923 | 10 novembre 1924         |
| 21 | Capitaine     | Kanjiro Hara        | 10 novembre 1924  | 1er décembre 1925        |
| 22 | Contre-amiral | Naotaro Ominato     | 1er décembre 1925 | 1er novembre 1926        |
| 23 | Contre-amiral | Sankichi Takahashi  | 1er novembre 1926 | 1er décembre 1927        |
| 24 | Contre-amiral | Eijiro Hamano       | 1er décembre 1927 | 10 décembredécembre 1928 |
| 25 | Contre-amiral | Ken Terajima        | 10 décembre 1928  | 30 octobre 1929          |
| 26 | Contre-amiral | Kōichi Shiozawa     | 30 octobre 1929   | 1er décembre 1930        |
| 27 | Contre-amiral | Shigetarō Shimada   | 1er décembre 1930 | 1er décembre 1931        |
| 28 | Contre-amiral | Zengo Yoshida       | 1er décembre 1931 | 15 septembre 1933        |
| 29 | Contre-amiral | Soemu Toyoda        | 15 septembre 1933 | 15 mars 1935             |
| 30 | Contre-amiral | Nobutake Kondō      | 15 mars 1935      | 15 novembre 1935         |
| 31 | Contre-amiral | Naokuni Nomura      | 15 novembre 1935  | 16 novembre 1936         |
| 32 | Contre-amiral | Yasutaro Iwashita   | 16 novembre 1936  | 18 février 1937          |
| 33 | Contre-amiral | Jisaburō Ozawa      | 18 février 1937   | 15 novembre 1937         |
| 34 | Contre-amiral | Ibō Takahashi       | 15 novembre 1937  | 5 novembre 1939          |
| 35 | Capitaine     | Shigeru Fukudome    | 5 novembre 1939   | 10 avril 1941            |
| 36 | Contre-amiral | Seiichi Itō         | 10 avril 1941     | 11 août 1941             |
| 37 | Contre-amiral | Matome Ugaki        | 11 août 1941      | 22 mai 1943              |
| 38 | Vice-amiral   | Shigeru Fukudome    | 22 mai 1943       | 6 avril 1944             |
| 39 | Contre-amiral | Ryūnosuke Kusaka    | 6 avril 1944      | 24 juin 1945             |
| 40 | Contre-amiral | Shikazo Yano        | 24 juin 1945      | 25 septembre 1945        |

## Source
- (en) Cet article est partiellement ou en totalité issu de l’article de Wikipédia en anglais intitulé « Combined Fleet » (voir la liste des auteurs).

1. ↑  Simon Liot de Nortbécour, Les cuirassés de la Classe Yamato, Le Vigen, Lela Presse, 9 décembre 2017, 288 p. (ISBN 978-2-37468-005-7, lire en ligne), p. 273.